# Aderus externenotatus
Aderus externenotatus é uma espécie de inseto besouro da família Aderidae. Foi descrita cientificamente por Maurice Pic em 1929.

## Distribuição geográfica
Habita na Costa Rica.